# Payama Bolong
Der Payama Bolong (die französische Schreibweise Payama Bôlon wird auch verwendet und auch Payama Creek) ist ein linker Nebenarm des Ästuars das westafrikanischen Gambia-Flusses.

## Geographie
Der ungefähr 15 Kilometer lange Bolong endet in der gambischen Verwaltungseinheit West Coast Region und verläuft in nördlicher Richtung. Er durchquert einen Mangrovenwald, bis er mit einer Breite von ungefähr 135 Metern in den Gambia mündet.
Der Zusatz Bolong, den viele Nebenflüsse des Gambias haben, bedeutet in der Sprache der Mandinka „bewegliches Wasser“ oder „Nebenfluss“.